# Saco (geografía)
Se llama saco a una ensenada profunda o que se interna mucho en la tierra y en cuya boca se estrechan más sus orillas que en el resto de las costas que la forman.
Se usa también de esta voz como equivalente a las de golfo, seno, ensenada y concha, en el sentido de brazo de mar que se interna gran trecho en la tierra. Además, el viaje al Magallanes equipara el saco al puerto, pues que en algunos sitios dice sacos o pequeños puertos.